# Carol Cohn
Carol Cohn es una investigadora estadounidense centrada en cuestiones de género y seguridad. Es la directora y fundadora del Consortium on Gender, Security and Human Rights (Consorcio sobre Género, Seguridad y Derechos Humanos) y es profesora de Estudios de la Mujer en la Universidad de Massachusetts, en Boston. Cohn es reconocida por abordar cuestiones de género en política global, en particular cuestiones sobre conflictos y seguridad. Ha publicado en contextos académicos y políticos y está particularmente interesada por la investigación en el ámbito del género y los conflictos armados, los discursos de género de las élites de seguridad nacional de Estados Unidos y las principales corrientes en torno al género en las instituciones de seguridad internacionales. Además de su investigación se dedica a formación y organización de talleres en relación con la Resolución 1325 del Consejo de Seguridad de las Naciones Unidas y ha estado activa en el Grupo de Trabajo de ONGs sobre Mujeres, Paz y Seguridad desde 2001.  
Vista en su conjunto, la carrera de Cohn supone una toma de postura que podría describirse como antimilitarismo feminista. En 2013 editó una bien recibida colección de ensayos sobre el tema de las mujeres y la guerra en los que se argumenta que el tema de la guerra no puede entenderse sin comprender la dinámica de género. 

## Escritos relevantes

### Sex and Death in the Rational World of Defense Intellectuals
En su artículo de 1987, "Sex and Death in the Rational World of Defense Intellectuals (Sexo y muerte en el mundo racional de los intelectuales de la defensa)", Cohn trataba sobre el lenguaje y las imágenes utilizadas en el discurso de los profesionales del sector de defensa con un enfoque centrado en el subtexto sexual utilizado y el uso generalizado de lenguaje abstracto y eufemismos. Se plantean términos como "daño colateral" en lugar de "pérdida de vida" y "Reentry Vehicle/ RV" en lugar de "bombas nucleares" para mostrar el lenguaje abstracto utilizado por los intelectuales de defensa. Cohn sostiene que el lenguaje sexualizado que incluye términos como "erector launchers (lanzadores erectores)” verticales, " thrust to weight ratios (proporciones de empuje a peso)", "soft lay downs (acostados suaves)", "deep penetration (penetración profunda)" y "orgasmic whumps (golpes orgásmicos)" son lugares comunes en las conversaciones sobre armamento nuclear y estrategia. Cohn vincula el lenguaje y las imágenes domesticados y humanizados como una forma de los profesionales de defensa distanciarse de la realidad y la ansiedad de la guerra. Además, el lenguaje 'tecnoestratégico' que se utiliza es una forma de restringir el debate únicamente a los intelectuales y profesionales del gremio versados en el lenguaje. Se considera que esto efectivamente descarta y silencia las voces ajenas a la esfera militar y nuclear. Cohn sugiere que el punto de referencia del lenguaje gira en torno a las mismas armas, y por lo tanto, debido a que el lenguaje está diseñado para hablar de armas, no hay forma de que las preocupaciones de la vida humana o la sociedad puedan expresarse legítimamente. Si no son parte del lenguaje, estos valores o preocupaciones son efectivamente descartados o considerados ilegítimos. Esta obra demuestra lo importante que es el lenguaje y cómo se le puede asignar un género. Plantea preguntas sobre el lenguaje relacionadas con quién permite la comunicación y qué le permite a uno pensar y decir.

### Wars, Wimps, and Women: Talking Gender and Thinking War
En "Wars, Wimps, and Women: Talking Gender and Thinking War", Cohn centra su ensayo sobre el lenguaje de los intelectuales de defensa en un concepto que describe como "discurso de género": un conjunto de palabras, imágenes y asociaciones entrelazadas que forman el base de cómo nos percibimos a nosotros mismos como hombres y mujeres. Un aspecto del discurso de género al que Cohn presta especial atención son las dicotomías dentro del lenguaje que tienen una relación manifiesta con la dicotomía entre masculinidad y feminidad. En dicotomías como “entre la lógica y la intuición” y “entre la abstracción y la particularidad” no solo la primera mitad de la dicotomía se asocia con la masculinidad, sino que también se percibe como de calidad superior en términos de poder y estatus. Según Cohn, un efecto secundario perjudicial de este discurso de género es que la única forma en que alguien puede ser percibido como legítimo en el mundo de los intelectuales de defensa es "hablar como un hombre" y exhibir los rasgos más valorados en el lado masculino de las dicotomías características, una práctica que obstaculiza el diálogo, y limita la influencia de perspectivas valiosas sobre cuestiones de seguridad nacional de extrema importancia. Mientras Cohn rastrea esta deficiencia en diversas perspectivas hasta el discurso de género que desalienta preventivamente cualquier perspectiva percibida como femenina, la solución, según Cohn, no es simplemente traer más mujeres a la sala de guerra, sino alentar tanto a hombres como a mujeres a reexaminar ideas y valores hasta ahora silenciados.

## Publicaciones
- "Slick 'ems, Glick' ems, Christmas Trees, and Cookie Cutters: Nuclear Language and How We Learned to Pat the Bomb ", Bulletin of the Atomic Scientists , junio de 1987.
- " Sex and Death in the Rational World of Defense Intellectuals (Sexo y muerte en el mundo racional de los intelectuales de la defensa)", Signs: Journal of Women in Culture and Society, vol. 12, no. 4 (verano de 1987).
- " Wars, Wimps, and Women: Talking Gender and Thinking War (Guerras, debiluchos y mujeres: hablar de género y pensar en la guerra)" en Gendering War Talk, editado por Miriam Cooke y Angela Woollacott (Princeton, Nueva Jersey: Princeton University Press, 1993).
- " Gays in the Military: Texts and Subtexts (Gays en el ejército: textos y subtextos)", en The "Man" Question in International Relations, editado por Marysia Zalewski y Jane Parpart (Boulder, CO: Westview Press, 1998).
- "' How can She Claim Equal Rights When She Doesn’t Have to Do as Many Pushups as I Do?’: The Framing of Men’s Opposition to Women’s Equality in the Military," (¿Cómo puede reclamar la igualdad de derechos cuando no tiene que hacer tantas flexiones como yo?': El encuadre de la oposición de los hombres a la igualdad de las mujeres en el ejército)", Men and Masculinities, vol. 3, no 2 (octubre de 2000).
- " A Conversation with Cynthia Enloe: Feminists Look at Masculinity and Men Who Wage War (Una conversación con Cynthia Enloe: Las feministas miran la masculinidad y los hombres que hacen la guerra)", Signs vol. 28, no 4, p. 1187-1207 (2003).
- " Feminist Peacemaking (La pacificación feminista)", The Women's Review of Books, vol. XXI, no 5 (febrero de 2004), págs. 8-9.
- “ A Feminist Ethical Perspective on Weapons of Mass Destruction (Una perspectiva ética feminista sobre las armas de destrucción masiva)” (con Sara Ruddick) en Ethics and Weapons of Mass Destruction: Religious and Secular Perspectives, eds. Sohail H. Hashmi y Steven P. Lee (Cambridge: Cambridge University Press, 2004).
- Un documento para el director de la Comisión de Armas de Destrucción Masiva del Dr. Hans Blix, “ The Relevance of Gender for Eliminating Weapons of Mass Destruction (La relevancia del género para eliminar las armas de destrucción masiva)” (con Felicity Hill y Sara Ruddick), también publicado en Disarmament Diplomacy, número no. 80, otoño de 2005.
- “ Motives and Methods: Using Multi-Cited Ethnography to Study National Security Discourses (Motivos y métodos: uso de etnografía con múltiples citas para estudiar los discursos de seguridad nacional)”, en Feminist Methodologies for International Relations, eds. Brooke Ackerly y Jacqui True, (Cambridge: Cambridge University Press, 2006).
- " Mainstreaming Gender in UN Security Policy: A Path to Political Transformation? (Incorporación de la perspectiva de género en la política de seguridad de la ONU: ¿Un camino hacia la transformación política?)" en Global Governance: Feminist Perspectives, eds. Shirin M. Rai y Georgina Waylen (Londres: Palgrave, 2008). ISBN 9780230537040
- Women and Wars (Mujeres y guerras) (Cambridge: Polity Press, 2013).ISBN 9780745642444
- "' Maternal thinking' and the Concept of 'vulnerability' in Security Paradigms, Policies, and Practices (Pensamiento maternal' y el concepto de 'vulnerabilidad' en los paradigmas, políticas y prácticas de seguridad)", Journal of International Political Theory, vol. 10, no. 1 (febrero de 2014).